# Count Down (CHAGE and ASKAの曲)
「Count Down」（カウントダウン）は、チャゲ&飛鳥（現：CHAGE and ASKA）の楽曲。自身の16作目のシングルとして、キャニオン・レコード（現：ポニーキャニオン）から1986年8月21日に発売された。

## 背景
前作「黄昏を待たずに」からちょうど3か月ぶりに発売されたシングル:380。

## 収録曲
| #         | タイトル                                 | 作詞      | 作曲      | 編曲                | 時間 |
| --------- | ---------------------------------------- | --------- | --------- | ------------------- | ---- |
| 1.        | 「Count Down」                           | 澤地隆    | CHAGE     | Light House Project | 3:39 |
| 2.        | 「恋人との別れ方（女の場合、男の場合）」 | 飛鳥涼    | 飛鳥涼    | 関誠一郎            | 4:11 |
| 合計時間: | 合計時間:                                | 合計時間: | 合計時間: | 合計時間:           | 7:50 |

## 楽曲解説
1. Count Down (4:32)
その後に発売されたアルバム『MIX BLOOD』には収録されなかったが、1987年3月5日に発売されたベストアルバム『SUPER BEST』にて初めてアルバムに収録された。
ベストアルバム『SUPER BEST II』、CD-BOX『SUPER BEST BOX SINGLE HISTORY 1979-1994 AND Snow Mail』にも収録されているが、両方ともシングルを基にしたリミックス・ヴァージョンである。
2. 恋人との別れ方（女の場合、男の場合） (4:22)
作詞と作曲は飛鳥だが、1番を飛鳥が、2番をチャゲがメインボーカルを担っている。
その後にリリースされたアルバムには本曲は収録されず、またシングル自体も廃盤になったため、しばらくは入手困難な状態が続いていたが、2009年8月25日より各大手配信サイトにて楽曲の配信が開始された為、両曲共に視聴、入手は容易となった。

## 収録アルバム
- SUPER BEST (#1)
- SUPER BEST II (#1)※リミックス・ヴァージョン
- SUPER BEST BOX SINGLE HISTORY 1979-1994 AND Snow Mail (#1)※リミックス・ヴァージョン